# Campos dos Goytacazes
Campos dos Goytacazes, i folkmun ofta kallad bara Campos, är en stad och kommun i Brasilien och ligger i delstaten Rio de Janeiro, vid floden Paraíba do Sul. Den grundades den 29 maj 1677 under namnet São Salvador de Campos de Goytacazes och fick status som egen kommun den 28 mars 1835. Med sina drygt 4 000 kvadratkilometer är Campos dos Coytacazes delstatens till ytan största kommun. Invånarantalet ligger på en bit över 350 000 i själva centralorten, och hela kommunen har cirka 480 000 invånare.

## Administrativ indelning
Kommunen var år 2010 indelad i fjorton distrikt:
- Campos dos Goytacazes¹
- Dores de Macabu
- Ibitioca
- Morangaba
- Morro do Coco
- Mussurepe
- Santa Maria
- Santo Amaro de Campos
- Santo Eduardo
- São Sebastião de Campos
- Serrinha
- Tocos
- Travessão
- Vila Nova de Campos

¹Distriktet Campos dos Goytacazes är vidare indelad i fyra underdistrikt.

## Demografi
| Område              | Areal (km²)   | Invånarantal 1 augusti 2000 | Invånarantal 1 augusti 2010 | Invånarantal 1 juli 2014 |
| ------------------- | ------------- | --------------------------- | --------------------------- | ------------------------ |
| Kommun              | 4 026,70      | 406 989                     | 463 731                     | 480 648                  |
| Urban befolkning    | Ingen uppgift | 364 177                     | 418 725                     | Ingen uppgift            |
| ...varav centralort | Ingen uppgift | 311 723                     | 356 608                     | Ingen uppgift            |

Andra större samhällen i kommunen, utanför centralorten (invånare den 1 augusti 2010):
- Travessão (15 230)
- São Sebastião de Campos (12 643)
- Mussurepe (6 577)
- Tocos (5 787)